# 划岩山
划岩山位于台州市黄岩区头陀镇溪上与三屯交界处，距离黄岩城区约18公里，为浙江省省级风景名胜区。内有水帘洞、三瀑、裂谷等景点，面积约为11.52平方公里，年平均气温约17℃。景区内有马尾松、柳杉、香樟等树种以及众多的蕨类、禾本科植物以及丰富的野生动物资源，如黄腹角雉、黑麂、云豹等。